# Die Affäre Semmeling
Die Affäre Semmeling ist ein sechsteiliges deutsches Fernsehspiel von Dieter Wedel, das im Jahr 2002 im ZDF ausgestrahlt wurde.

## Handlung

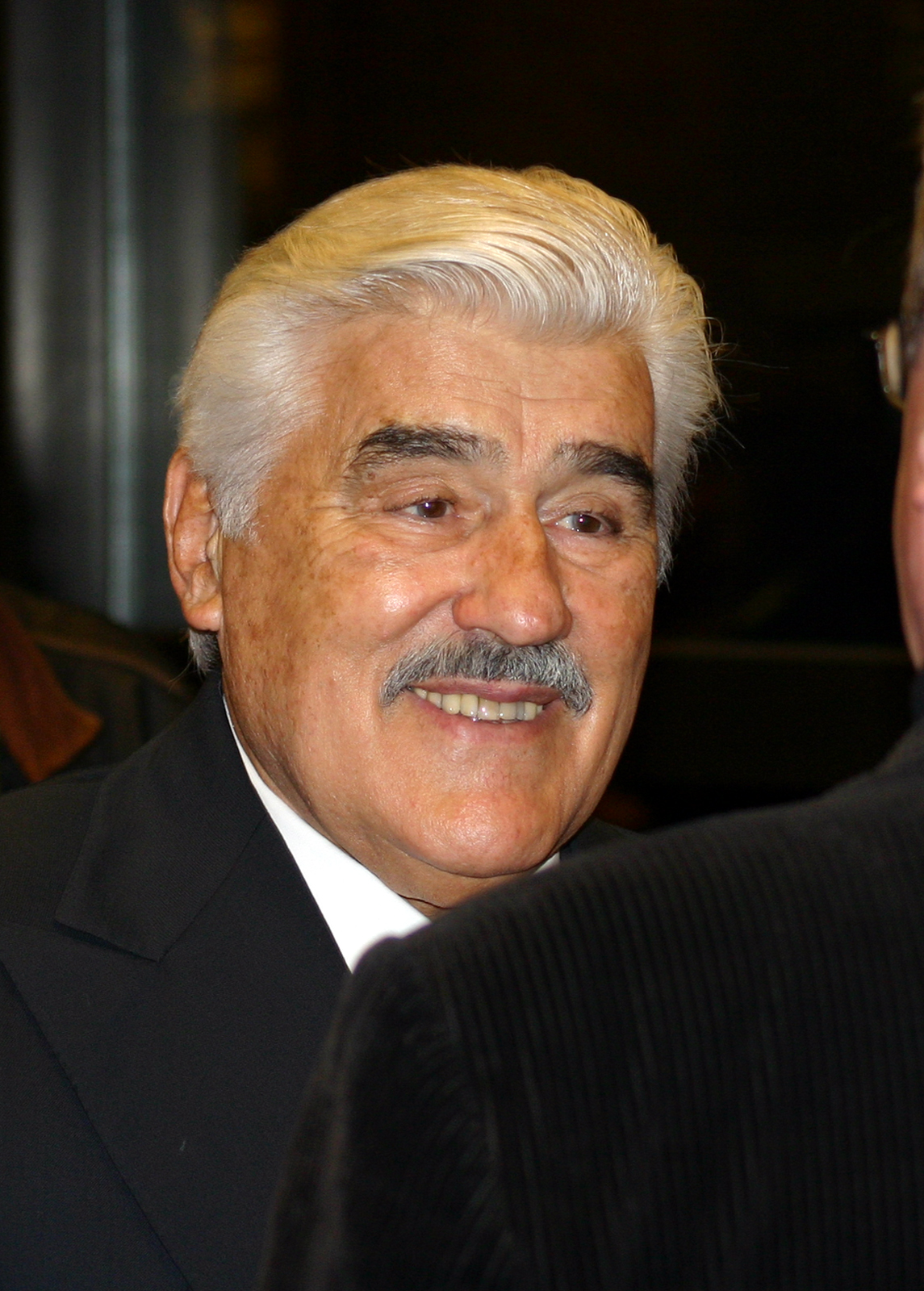
Mario Adorf spielte den Senator „Beton-Walter“

Die Hauptakteure in der Familiensaga sind Sigi Semmeling, seine Eltern Bruno und Trude, Semmelings Frau Silke sowie Hamburgs Erster Bürgermeister Dr. Hennig, Fraktionschef Axel Ropert, der Bausenator Walter Wegener und der Unternehmer Asmus.
Bruno und seine Frau Trude Semmeling, seit mehr als 40 Jahren verheiratet, stecken das Erbe eines Onkels in die Renovierung ihres Hauses. Als das Finanzamt auf dieses Erbe eine Steuernachzahlung von 270.000 DM fordert, haben sie ein gewaltiges Problem. Währenddessen machen Semmeling-Sohn Sigi, ursprünglich Lehrer und Leiter der Friedrich-Ebert-Stiftung in Jamaika, bei der SPD und seine Frau Silke bei den Grünen politische Karriere in Hamburg, hauptsächlich weil Sigi Zeuge eines krummen Geschäfts zwischen Bürgermeister Dr. Hennig und dem Unternehmer Asmus wurde und sich die „Förderer“ so Semmelings Schweigen erkaufen wollen.
Nach einem Anschlag auf seine Person und hohen Stimmenverlusten bei den Wahlen zur Hamburger Bürgerschaft tritt Hennig zurück, und der Vorsitzende der SPD-Fraktion Axel Ropert wird mit den Stimmen der Grünen sein Nachfolger. Er beginnt eine Affäre mit der neuen Abgeordneten Silke, und ihre Ehe mit Sigi zerbricht.
Sigi wird weiter von Ropert gefördert und übernimmt bald schon als Staatsrat die Leitung der Senatskanzlei und rückt letztlich gar in den Senat auf.
Ganz zum Schluss wird Sigi Semmeling vom ehemaligen ersten Bürgermeister Hennig, der nun der Bundesregierung als Bundesminister angehört, und dem Bundeskanzler, den man nur von hinten sieht, als dessen Staatssekretär vorgestellt. Danach endet der Mehrteiler.

## Bezüge zu anderenSemmeling-Filmen
Erstmals taucht die Familie Semmeling, vertreten durch Bruno und Trude Semmeling, in dem Dreiteiler Einmal im Leben – Geschichte eines Eigenheims aus dem Jahre 1972 auf, wo sie alle Schwierigkeiten beim Hausbau durchleben. Die Familiensaga wird in dem zweiten Film von 1976 Alle Jahre wieder – Die Familie Semmeling fortgesetzt, wo die Familie in den Skiurlaub fährt. Dort hieß der Sohn Kay, in dem Film Die Affäre Semmeling aber Sigi.
Außerdem finden sich an mehreren Stellen z. T. wörtlich übernommene Dialogpassagen aus Einmal im Leben sowie eine Szene, in der Bruno Semmeling sich alte Aufnahmen seiner Familie im Super-8-Format anschaut, die in Wahrheit Filmausschnitte aus Einmal im Leben sind.

## Sonstiges
Regisseur Dieter Wedel ist in allen seinen Filmen in kurzen Cameo-Auftritten zu sehen. Hier kauft er im sechsten Teil Bruno Semmeling (Fritz Lichtenhahn) eine Geige für 120.000 DM ab.

## Kritik
Spiegel Online schreibt, dass „aus dem viel versprechenden Ansatz bis zum Schluss“ kein guter Film geworden sei.

## Auszeichnungen
- 2002 – Goldene Kamera für Heike Makatsch als Silke Semmeling